# Pilsbryspira loxospira
Pilsbryspira loxospira là một loài ốc biển, là động vật thân mềm chân bụng sống ở biển trong họ Turridae.